# Memphrémagog
Memphrémagog – regionalna gmina hrabstwa (MRC) w regionie administracyjnym Estrie prowincji Quebec, w Kanadzie. Stolicą jest miasto Magog. Składa się z 17 gmin: 2 miast, 8 gmin, 3 wsie i 4 kantony.
Memphrémagog ma 48 551 mieszkańców. Język francuski jest językiem ojczystym dla 83,3%, angielski dla 15,1% mieszkańców (2011).